# Spada vichinga
La spada vichinga è una tipologia di spatha sviluppatasi intorno all'VIII secolo dal modello della spada del periodo delle migrazioni.

Funse da archetipo per la spada della cavalleria medievale con lo sviluppo delle grandi else cruciformi e, nonostante il nome, non fu arma esclusiva dei Vichinghi, bensì si diffuse in tutta Europa durante l'epoca vichinga. Gli studiosi tendono recentemente ad identificare la "spada vichinga" come una semplice sottoclasse della spatha diffusa nelle terre dell'Impero carolingio (c.d. spada carolingia), vera e propria antesignana della "spada normanna" che fornirà lo standard tecnologico di partenza della "spada medievale" propriamente detta.

## Storia

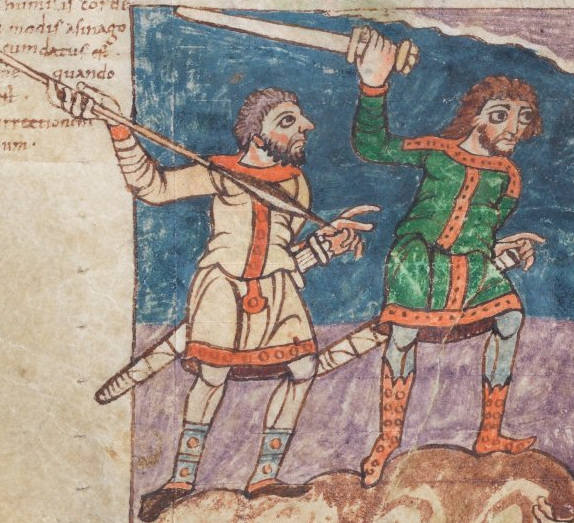
Due uomini armati di spada vichinga con pomolo polilobato - particolare dal Salterio di Stuttgart, f. 7v (ca. 830).

Contrariamente a quanto il nome suggerisce, la "spada vichinga" non fu manufatto tipico dei vichinghi propriamente detti. Si trattò in realtà della spada più utilizzata in Europa (allora soggetta al dominio dell'Impero carolingio) durante il periodo delle incursioni vichinghe (c.d. "Epoca vichinga"). Molti studiosi, recentemente, hanno perciò cominciato ad utilizzare la nomenclatura di "spada carolingia" per identificare questa particolare tipologia di arma, sempre rientrante nel novero delle spathe romano-barbarica, che funsero da sviluppo per la spada medievale propriamente detta.
L'elemento stilistico distintivo dell'elsa della spada vichinga, cioè il pomolo "a cappello" polilobato marcante una netta variazione rispetto all'elsa della normale spatha romano-barbarica pre-VIII secolo, fu un'invenzione precipua dei Franchi, ben testimoniata dall'iconografia del tempo: Salterio di Stuttgart, Salterio di Utrecht, Vangelo di Lotario, Psicomachia, ecc. L'elsa massicciamente decorata con metalli preziosi è riscontrata in molte spathe franche del tempo dei Merovingi (c.d. "Spada Merovingia") e perdura pressa i Carolingi almeno sino al X secolo, quando si diffonde uno stile più sobrio con guardia della spada in semplice ferro. Sempre ai Franchi, sotto il regno di Carlo Magno, si deve l'abitudine di decorare il forte delle lame con delle scritte incisione, come ben evidenziato dalle c.d. "Spade ULFBERHT".
I Vichinghi non erano grandi produttori di spade. Anzitutto, solo i più ricchi tra loro, goðar e jarl, potevano permettersi il lusso della spada. Il resto degli uomini liberi usava quale arma d'elezione la scure e/o la lancia. Questo perché la forgia di una spada era lavoro altamente qualificato, fuori dalle capacità di un normale fabbro norreno. Il processo poteva richiedere fino ad un mese di lavoro ed il manufatto era tenuto in così alto pregio da passare poi di generazione in generazione, aumentando di valore con il trascorre del tempo. Un costume simile è rilevato anche presso altre popolazioni germaniche dell'Europa settentrionale, quali i Sassoni: ancora nel 1015, il principe Æthelstan Ætheling, figlio di Etelredo II d'Inghilterra, donava al fratello Edmondo la spada di Re Offa di Mercia, morto nel A.D. 796. L'alto valore della spada è testimoniato da varie fonti dell'epoca vichinga: una spada citata nella "Laxdœla saga" islandese veniva valutata mezza corona, ovvero 16 mucche da latte; nella Lex Ripuaria promulgata da Carlo Magno, una spada completa di fodero era prezzata sette solidi. Non a caso, nella sua Cronaca Universale, Regino di Prüm definì la spada arma precipua del cavaliere.

Gli unici fabbricanti di spade capaci, in Scandinavia, erano probabilmente solo quelli di Gamla Uppsala, centro politico-culturale della Cultura di Vendel e perciò luogo privilegiato di scambio tecnologico-commerciale tra la società germanica scandinava e l'Europa sconvolta dai flussi e reflussi delle invasioni barbariche che erano però ancora legati al modello arcaico della spatha romano-barbarica.

I principali centri di produzione delle spade, nel IX secolo, erano ubicati nelle terre tecnologicamente più evolute dell'Europa continentale (spec. dalla Renania) controllate dai Carolingi. Goðar e Jarl scandinavi si procurarono dunque, per sé e per le proprie consorterie armate, un gran numero di spade/lame tramite il commercio (nonostante il divieto di venedere loro spade promulgato da Carlo il Calvo nel A.D. 864) e/o le razzie ed i riscatti (cosa affatto insolita dato che anche i saraceni, nel A.D. 869, chiesero un riscatto di 150 spade per liberare l'arcivescovo Rolando di Arles). Come risultato, i reperti archeologici oggi in nostro possesso provengono principalmente da siti vichinghi e non dai veri luoghi di origine dei manufatti. Ciò anche in ragione del fatto che là dove i Vichinghi pagani ancora nell'VIII secolo dotavano di corredo funerario i loro morti, i Franchi cristiani avevano smesso di farlo da molto tempo. Il bacino di diffusione delle spade prodotte dai franchi viene testimoniato come amplissimo, dalle fonti: Ahmad ibn Fadlan descrive i Variaghi (c.d. "Vichinghi del Volga") del X secolo armati di spade prodotte dai franchi.

## Descrizione

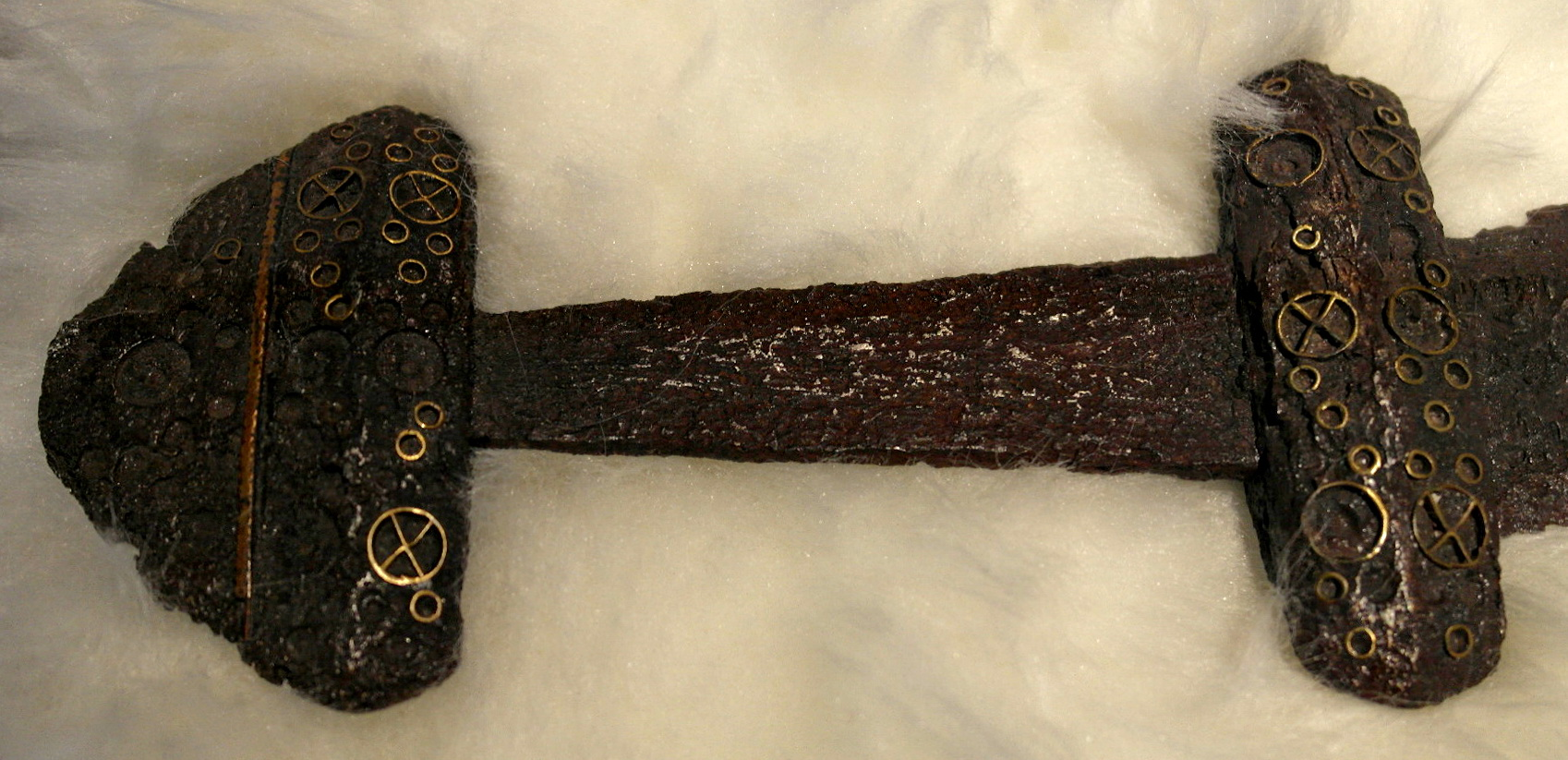
Spada vichinga Tipo B, ca. 750-850, ritrovata nella Mosa (vicino Den Bosch) - Rijksmuseum van Oudheden

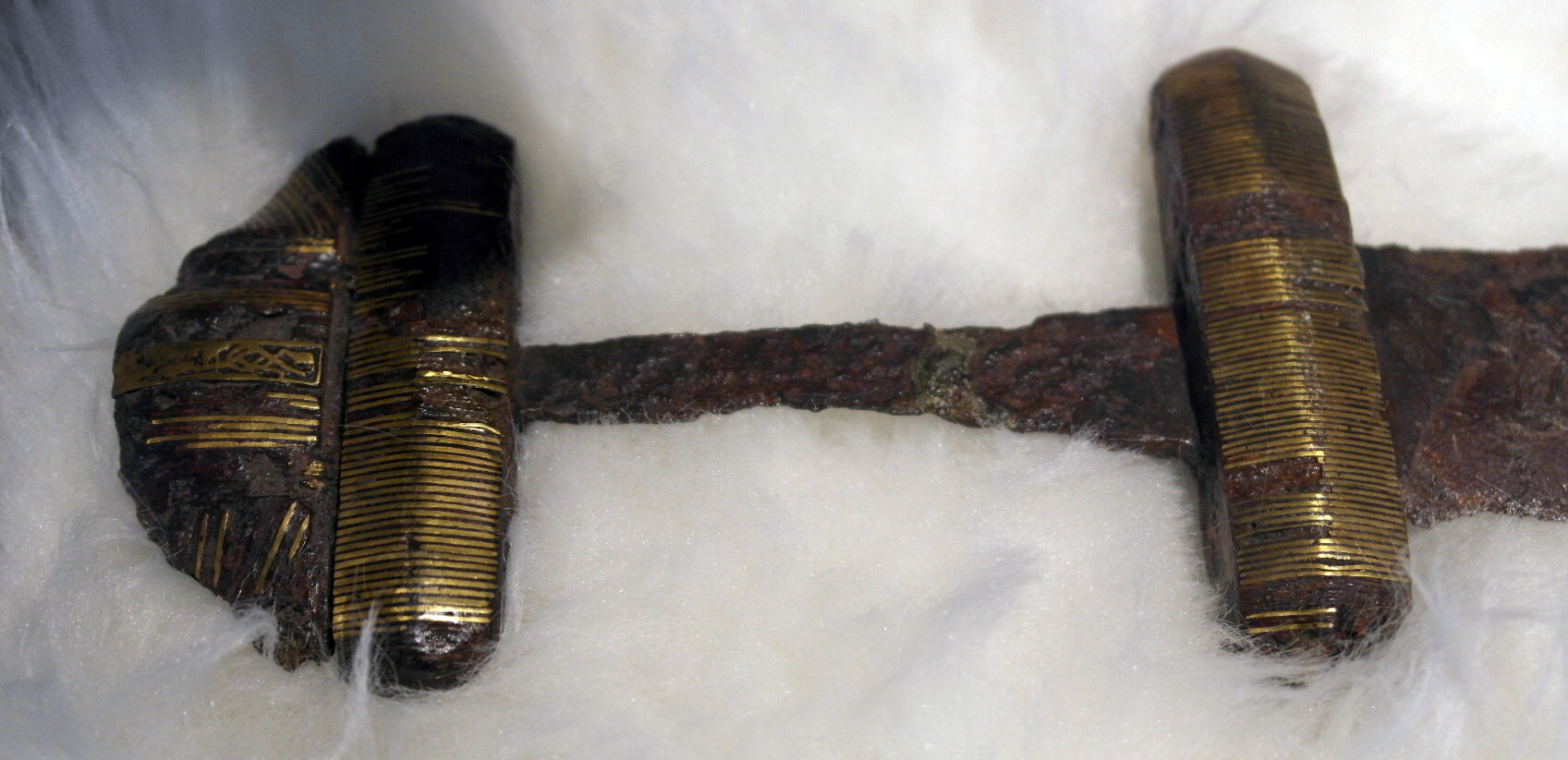
Spada vichinga Tipo D, ca. 750-850, ritrovata nella Mosa (vicino Aalburg) - Rijksmuseum van Oudheden

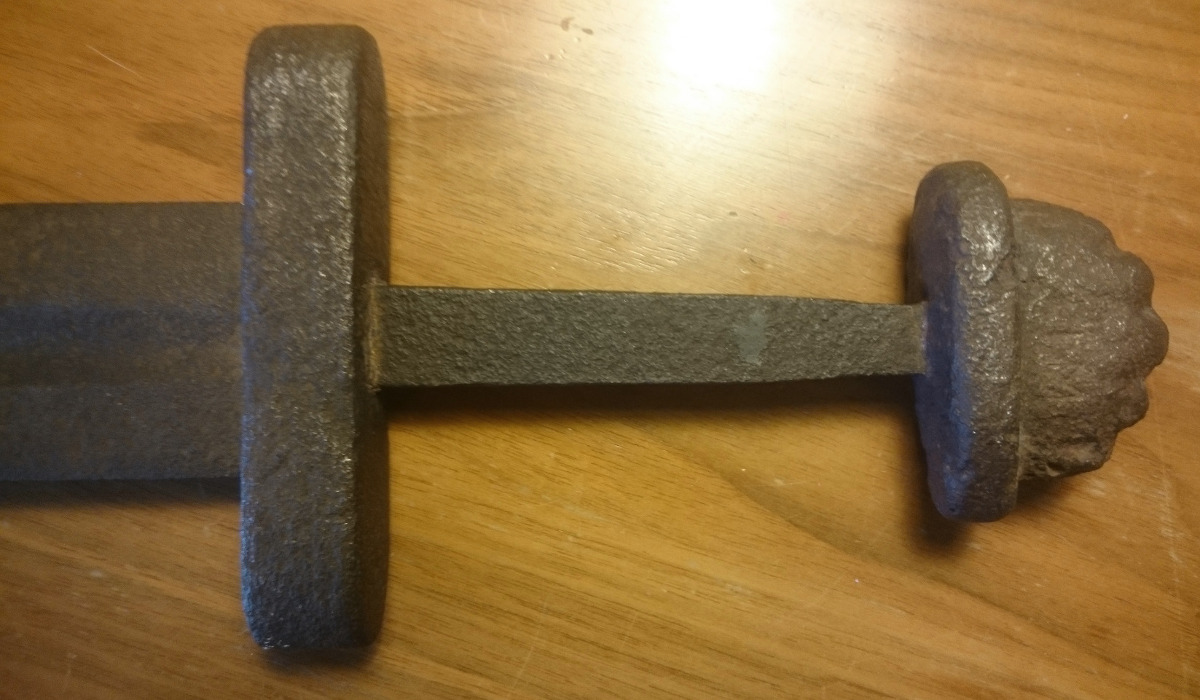
Spada vichinga del X secolo

Durante l'epoca vichinga, le spade divennero leggermente più lunghe rispetto alle spatha romano-barbarica, superando i 90 centimetri complessivi. L'arma aveva:
- lama di 60-80 centimetri, con profonde scanalature su tutta la lunghezza, per incrementare potenza e flessibilità della spada, riducendone contemporaneamente il peso, permettendo allo spadaccino di operare più velocemente e con colpi più duri mentre, nel contempo, permetteva alla spada di piegarsi senza rompersi al contatto con le ossa. Era composta da numerosi strati di acciaio con alto e basso livello di carbonio; e
- elsa con impugnatura ad una mano, guardia piatta e poco pronunciata e pomolo "a cappello" polilobato;
- fodero in legno e cuoio decorato da elementi metallici[12], dotato di una propria cintura.

Le prime lame erano saldate, una tecnica in cui strisce di ferro battuto e acciaio dolce erano attorti e forgiati insieme, con l'aggiunta di un lato indurito. Le successive lame di acciaio omogeneo, importate probabilmente dalle terre del Reno, portavano al loro interno simboli ed iscrizioni, quali "INGELRII" o "ULFBERHT". Gli artigiani vichinghi spesso aggiungevano la propria firma decorata ed a molte spade veniva dato un nome, quali "Taglia Braccia" o "Elsa d'Oro".
Nel periodo normanno le lame si allungarono fino a un metro e l'impugnatura si modificò in maniera radicale. Il pomello terminale prese la forma a disco attaccato "di lato" all'impugnatura in ferro, mentre la guardia sviluppò bracci molto pronunciati, in foggia di croce o di "U" (come nella c.d. "Spada di Cawood"). L'uso romano-barbarico di decorare l'elsa con l'aggiunta di metallo prezioso (fond. oro) era scomparsa nel Sacro Romano Impero già al tempo degli Ottoni.

### Morfologia
Nel 1919, lo storico Jan Petersen codificò una griglia tipologica delle spade vichingo-carolingie basata sulla foggia dell'elsa, poi ripresa ed implementata nel 1927 da Mortimer Wheeler.

## Esemplari notevoli
- La spada di Sæbø, una spada di tipo C del IX secolo trovata nel 1825 in un tumulo a Sæbø, Vikøyri, nella regione norvegese di Sogn. La spada è notevole per la sua iscrizione sulla lama che è stata interpretata come runica da George Stephens (1867), cosa questa che la rende davvero eccezionale; mentre le impugnature delle spade dell'era vichinga erano talvolta incise con rune, le iscrizioni sulle lame intarsiate sono, con questa possibile eccezione, invariabilmente in alfabeto latino. Una delle più pesanti e lunghe spade esistenti dell'era vichinga è datata al IX secolo ed è stata trovata a Flå, ora conservata al Museo di Storia Culturale di Oslo, con una lunghezza totale di 102,4 cm e una massa di 1,9 kg.
- Spada di Santo Stefano: una spada tipo Petersen T del X secolo con impugnatura a dente di tricheco con ornamenti intagliati in stile Mammen. In mostra come la spada dell'incoronazione di Stefano I d'Ungheria nel Tesoro della Cattedrale di San Vito (Praga).
- Spada di Lincoln (spada del fiume Witham): una spada datata al X secolo, con una lama di manifattura tedesco/ottoniana classificata come tipo Petersen L (tipo "Wallingford Bridge") di Evison e accessori per l'elsa aggiunti da un artigiano anglosassone , è stato recuperato dal fiume Witham di fronte all'Abbazia di Lincoln nel 1848. Peirce (1990) fa una menzione speciale di questa spada definendola "mozzafiato [...] una delle più splendide spade vichinghe esistenti". La spada Lincoln è anche notevole per essere una delle uniche due conosciute che recano l'iscrizione sulla lama Leutfrit (+ LEUTFRIT), l'altra è un reperto proveniente dal Tatarstan (all'epoca Volga Bulgaria, ora conservato nel Museo Storico di Kazan). Sul retro, la lama è intarsiata con un motivo a doppia voluta.
- La spada di Essen è una spada del X secolo conservata nell'Abbazia di Essen, decorata con placcatura in oro alla fine del X secolo.
- La spada di Cawood[15] e la spada di Korsoygaden, strettamente correlata, sono notevoli nel contesto della delineazione delle "spade dell'era vichinga" da tipi derivati altomedievali; queste spade si inseriscono perfettamente nella tipologia "spada vichinga" ma Oakeshott (1991) le considera tipi derivati risalenti al XII secolo.